# Belhomert-Guéhouville
Belhomert-Guéhouville est une commune française située dans le département d'Eure-et-Loir en région Centre-Val de Loire. Appartenant au Thymerais, elle se situe à la frontière avec le Perche. Son histoire est intimement liée aux seigneurs de Châteauneuf-en-Thymerais. L'un d'eux, Hughes Ier, y fonda un monastère qui subsista jusqu’à la Révolution.

## Géographie

### Situation
Situé sur un axe routier reliant Châteauneuf-en-Thymerais à La Loupe, Belhomert est à la limite du Thymerais et du Perche. Le village se situe non loin de la forêt de Senonches au nord et la forêt de Montecôt au sud.

Situation géographique
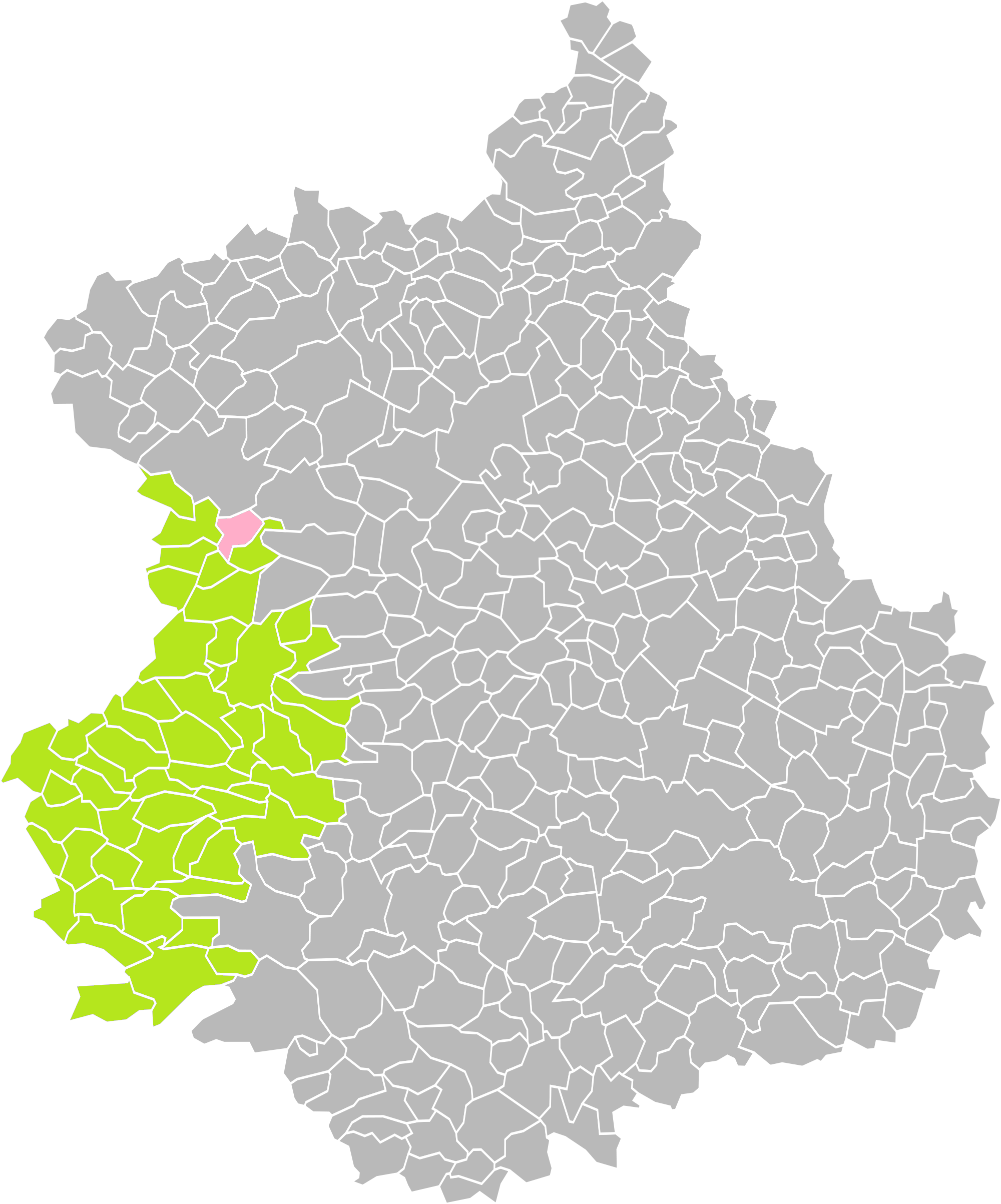
Belhomert-Guéhouville dans son arrondissement.
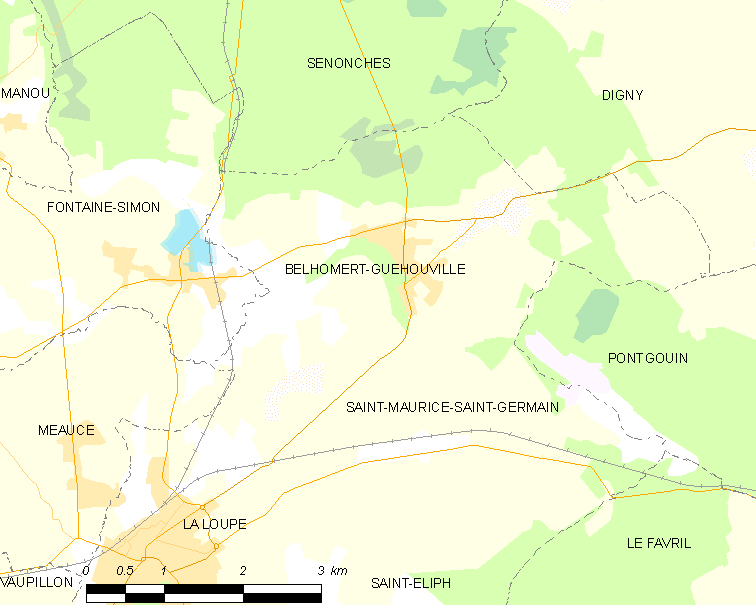
Carte de la commune de Belhomert-Guéhouville.

### Communes limitrophes
|                 | Senonches                   |                             |
| Fontaine-Simon  | Belhomert-Guéhouville       | Saint-Maurice-Saint-Germain |
| Meaucé La Loupe | Saint-Maurice-Saint-Germain |                             |

### Hydrographie
Provenant de l'ouest par Fontaine-Simon, la rivière l'Eure, affluent en rive gauche du fleuve la Seine, traverse la commune pour se diriger ensuite vers l'est et Saint-Maurice-Saint-Germain.

### Climat
Pour des articles plus généraux, voir Climat du Centre-Val de Loire et Climat d'Eure-et-Loir.
En 2010, le climat de la commune est de type climat océanique dégradé des plaines du Centre et du Nord, selon une étude du CNRS s'appuyant sur une série de données couvrant la période 1971-2000. En 2020, Météo-France publie une typologie des climats de la France métropolitaine dans laquelle la commune est exposée à un climat océanique altéré et est dans une zone de transition entre les régions climatiques « Sud-ouest du bassin Parisien » et « Normandie (Cotentin, Orne) ». 
Pour la période 1971-2000, la température annuelle moyenne est de 10,3 °C, avec une amplitude thermique annuelle de 14,4 °C. Le cumul annuel moyen de précipitations est de 737 mm, avec 12,1 jours de précipitations en janvier et 8 jours en juillet. Pour la période 1991-2020, la température moyenne annuelle observée sur la station météorologique de Météo-France la plus proche, sur la commune de La Loupe à 5 km à vol d'oiseau, est de 11,0 °C et le cumul annuel moyen de précipitations est de 718,0 mm,. Pour l'avenir, les paramètres climatiques de la commune estimés pour 2050 selon différents scénarios d'émission de gaz à effet de serre sont consultables sur un site dédié publié par Météo-France en novembre 2022.

## Urbanisme

### Typologie
Au 1er janvier 2024, Belhomert-Guéhouville est catégorisée commune rurale à habitat dispersé, selon la nouvelle grille communale de densité à 7 niveaux définie par l'Insee en 2022.
Elle est située hors unité urbaine. Par ailleurs la commune fait partie de l'aire d'attraction de La Loupe, dont elle est une commune de la couronne,. Cette aire, qui regroupe 8 communes, est catégorisée dans les aires de moins de 50 000 habitants,.

### Occupation des sols
L'occupation des sols de la commune, telle qu'elle ressort de la base de données européenne d’occupation biophysique des sols Corine Land Cover (CLC), est marquée par l'importance des territoires agricoles (69,7 % en 2018), une proportion sensiblement équivalente à celle de 1990 (70,3 %). La répartition détaillée en 2018 est la suivante : 
terres arables (51,5 %), forêts (25 %), prairies (12,5 %), zones agricoles hétérogènes (5,8 %), zones urbanisées (5,3 %). L'évolution de l’occupation des sols de la commune et de ses infrastructures peut être observée sur les différentes représentations cartographiques du territoire : la carte de Cassini (XVIIIe siècle), la carte d'état-major (1820-1866) et les cartes ou photos aériennes de l'IGN pour la période actuelle (1950 à aujourd'hui).

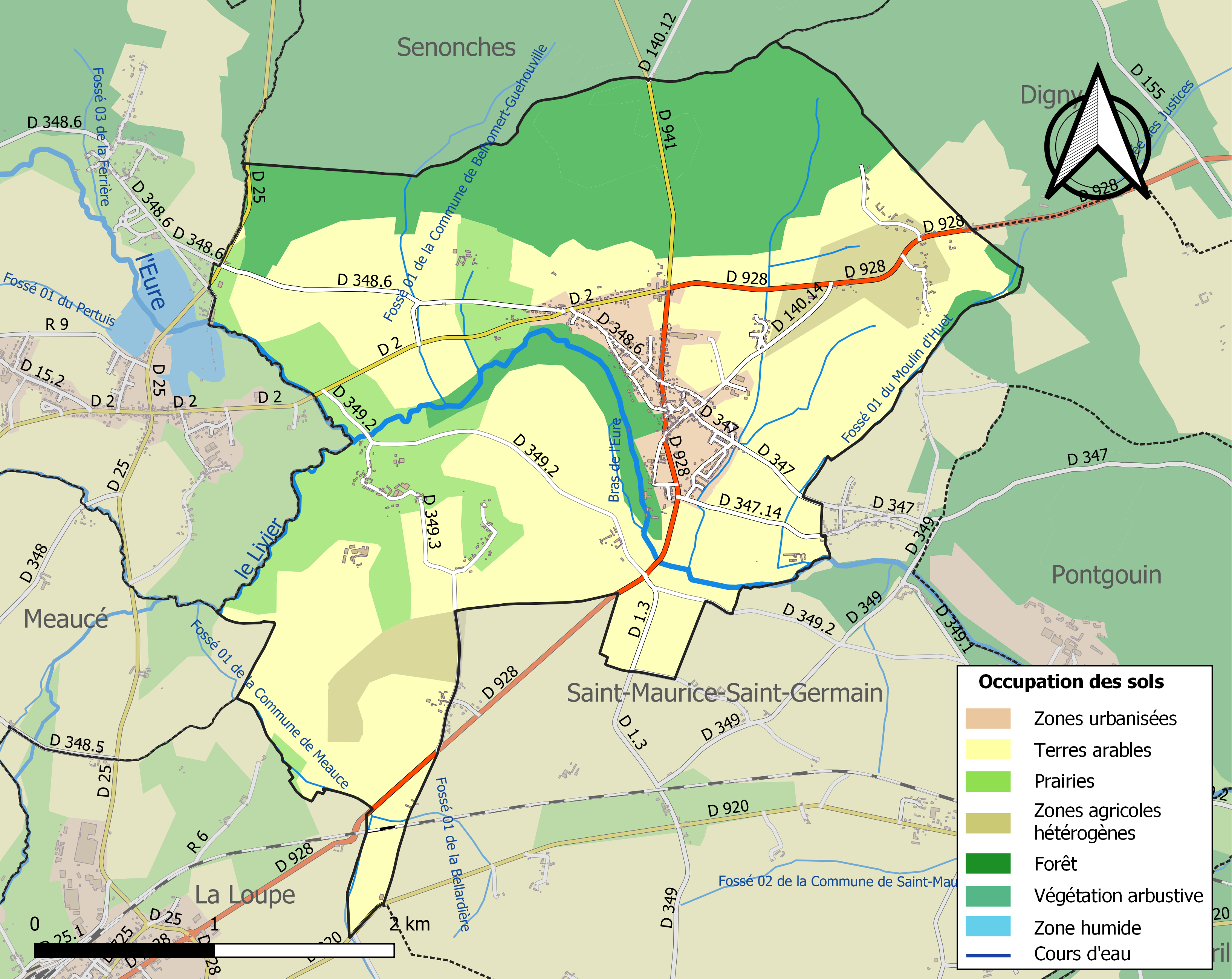
Carte des infrastructures et de l'occupation des sols de la commune en 2018 (CLC).

### Risques majeurs
Le territoire de la commune de Belhomert-Guéhouville est vulnérable à différents aléas naturels : météorologiques (tempête, orage, neige, grand froid, canicule ou sécheresse), inondationset séisme (sismicité très faible). Il est également exposé à un risque technologique, le transport de matières dangereuses. Un site publié par le BRGM permet d'évaluer simplement et rapidement les risques d'un bien localisé soit par son adresse soit par le numéro de sa parcelle.

#### Risques naturels
Certaines parties du territoire communal sont susceptibles d’être affectées par le risque d’inondation par débordement de cours d'eau, notamment le Livier et l'Eure. La commune a été reconnue en état de catastrophe naturelle au titre des dommages causés par les inondations et coulées de boue survenues en 1999,.

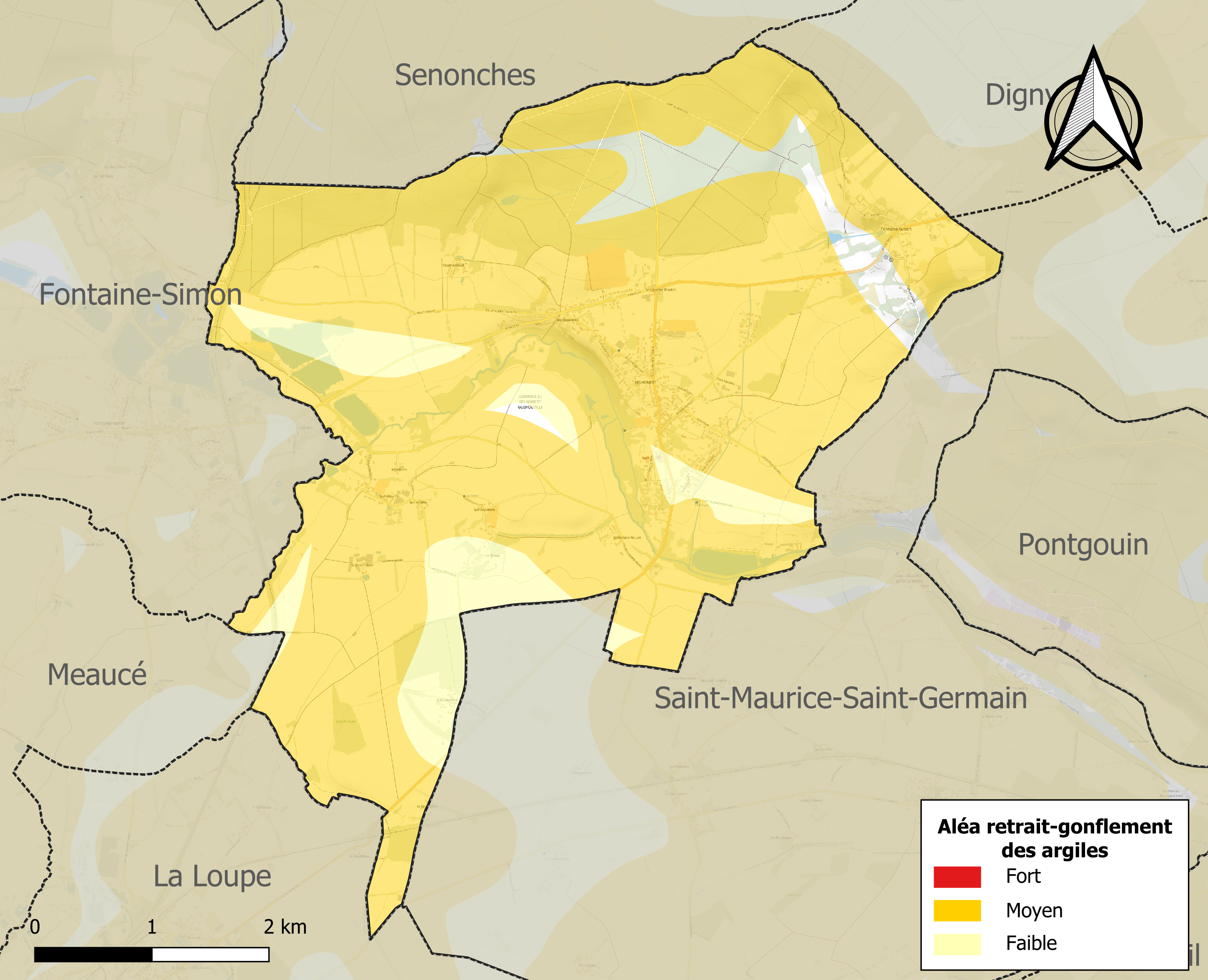
Carte des zones d'aléa retrait-gonflement des sols argileux de Belhomert-Guéhouville.

Le retrait-gonflement des sols argileux est susceptible d'engendrer des dommages importants aux bâtiments en cas d’alternance de périodes de sécheresse et de pluie. 85,1 % de la superficie communale est en aléa moyen ou fort (52,8 % au niveau départemental et 48,5 % au niveau national). Sur les 432 bâtiments dénombrés sur la commune en 2019, 383 sont en aléa moyen ou fort, soit 89 %, à comparer aux 70 % au niveau départemental et 54 % au niveau national. Une cartographie de l'exposition du territoire national au retrait gonflement des sols argileux est disponible sur le site du BRGM,.
Concernant les mouvements de terrains, la commune a été reconnue en état de catastrophe naturelle au titre des dommages causés par la sécheresse en 2020 et par des mouvements de terrain en 1999.

#### Risques technologiques
Le risque de transport de matières dangereuses sur la commune est lié à sa traversée par des infrastructures routières ou ferroviaires importantes ou la présence d'une canalisation de transport d'hydrocarbures. Un accident se produisant sur de telles infrastructures est en effet susceptible d’avoir des effets graves au bâti ou aux personnes jusqu’à 350 m, selon la nature du matériau transporté. Des dispositions d’urbanisme peuvent être préconisées en conséquence.

## Toponymie
Belhomert est attesté sous les formes castellania Belomaris en 304, Belomer en 1146, de Bellomer en 1190.
Guéhouville est attesté sous les formes Guoonvilla en 1233 (charte de l’abbaye de Belhomert), Gaonvilla vers 1250 (pouillé), Gohouvilla en 1380 (charte de l’abb. de Saint-Jean-en-Vallée).
Le 1er élément Be- de Belomer peut représenter le latin beatus, avec la sonorisation de la consonne dentale t intervocalique, puis sa disparition. Beatus Launomarus (Saint Lomer). Saint Lomer est né au hameau de Neuville à Claville (Eure), il devint successivement chanoine et économe ou prévôt dans l’église cathédrale de Chartres. Il se retira en 558 sur les bords de la rivière d’Eure, à l’entrée de la forêt du Perche (dont faisait alors partie celle de Senonches), et qui couvrait même l’emplacement de Belhomert. Il s’y bâtit une petite cellule avec des branches d’arbre, et, la sainteté de son nom lui ayant attiré plusieurs disciples, ceux-ci se construisirent des cabanes auprès de la sienne, afin de vivre sous sa discipline,,. Ce lieu fut, depuis, appelé Belhomer.
Fusion réalisée de Belhomert d’avec Guéhouville, sous le nom de Belhomert-Guéhouville, par ordonnance royale du 5 septembre 1834 ; la commune de Guéhouville correspond à la section de la Gravardière de la nouvelle commune.

## Histoire

### Ancien Régime
- 1090[23] : Hugues, seigneur de Châteauneuf-en-Thymerais, fonda un monastère-prieuré de filles, près de la Forêt de Senonches, au nord-est de La Loupe. L'église et ses bâtiments prirent le nom de Bellomer, en hommage à saint Lomer, abbé de Corbion, qui vécut retiré en ces lieux, et furent consacrés par Geoffroy de Lèves en 1132. Le prieuré fut réuni à l'ordre de Fontevraud et régit sous la règle de saint Benoît, et la prieure était élue pour trois ans, sur confirmation de l’abbesse de Fontevraud. Mathilde, fille de Hugues, en fut la première. Le monastère fut détruit à la Révolution[24].
- 1795 : profanation du tombeau d’Étienne d'Aligre, chancelier de France.

## Politique et administration

### Liste des maires
| Période                                  | Période      | Identité          | Étiquette | Qualité  |
| ---------------------------------------- | ------------ | ----------------- | --------- | -------- |
| Mars 2001                                | Mars 2014    | François Perrot   |           |          |
| Mars 2014                                | Juillet 2020 | Jean-Louis Igier  | SE        | Retraité |
| Juillet 2020                             | En cours     | Laurent Martineau |           |          |
| Les données manquantes sont à compléter. |              |                   |           |          |

### Jumelages
| Ville | Ville                | Pays | Pays   |
| ----- | -------------------- | ---- | ------ |
|       | Villafranca Piemonte |      | Italie |

## Population et société

### Démographie
L'évolution du nombre d'habitants est connue à travers les recensements de la population effectués dans la commune depuis 1793. Pour les communes de moins de 10 000 habitants, une enquête de recensement portant sur toute la population est réalisée tous les cinq ans, les populations de référence des années intermédiaires étant quant à elles estimées par interpolation ou extrapolation. Pour la commune, le premier recensement exhaustif entrant dans le cadre du nouveau dispositif a été réalisé en 2004.

En 2022, la commune comptait 811 habitants, en évolution de +1,38 % par rapport à 2016 (Eure-et-Loir : −0,23 %, France hors Mayotte : +2,11 %).
| 1793 | 1800 | 1806 | 1821 | 1831 | 1836 | 1841 | 1846 | 1851 |
| ---- | ---- | ---- | ---- | ---- | ---- | ---- | ---- | ---- |
| 505  | 603  | 539  | 451  | 548  | 621  | 612  | 623  | 677  |

| 1856 | 1861 | 1866 | 1872 | 1876 | 1881 | 1886 | 1891 | 1896 |
| ---- | ---- | ---- | ---- | ---- | ---- | ---- | ---- | ---- |
| 652  | 637  | 682  | 662  | 636  | 630  | 609  | 595  | 536  |

| 1901 | 1906 | 1911 | 1921 | 1926 | 1931 | 1936 | 1946 | 1954 |
| ---- | ---- | ---- | ---- | ---- | ---- | ---- | ---- | ---- |
| 550  | 535  | 504  | 456  | 470  | 451  | 410  | 468  | 447  |

| 1962 | 1968 | 1975 | 1982 | 1990 | 1999 | 2004 | 2006 | 2009 |
| ---- | ---- | ---- | ---- | ---- | ---- | ---- | ---- | ---- |
| 443  | 437  | 472  | 589  | 773  | 808  | 783  | 800  | 833  |

| 2014 | 2019 | 2022 | - | - | - | - | - | - |
| ---- | ---- | ---- | - | - | - | - | - | - |
| 807  | 799  | 811  | - | - | - | - | - | - |

## Culture locale et patrimoine

### Lieux et monuments
- Abbaye de Belhomer, de l'ordre de Fontevraud (détruite).
- Église Saint-Jean, datant du XIIIe siècle.
- Ancienne église Saint-Éloi de Guéhouville

Lieux et monuments
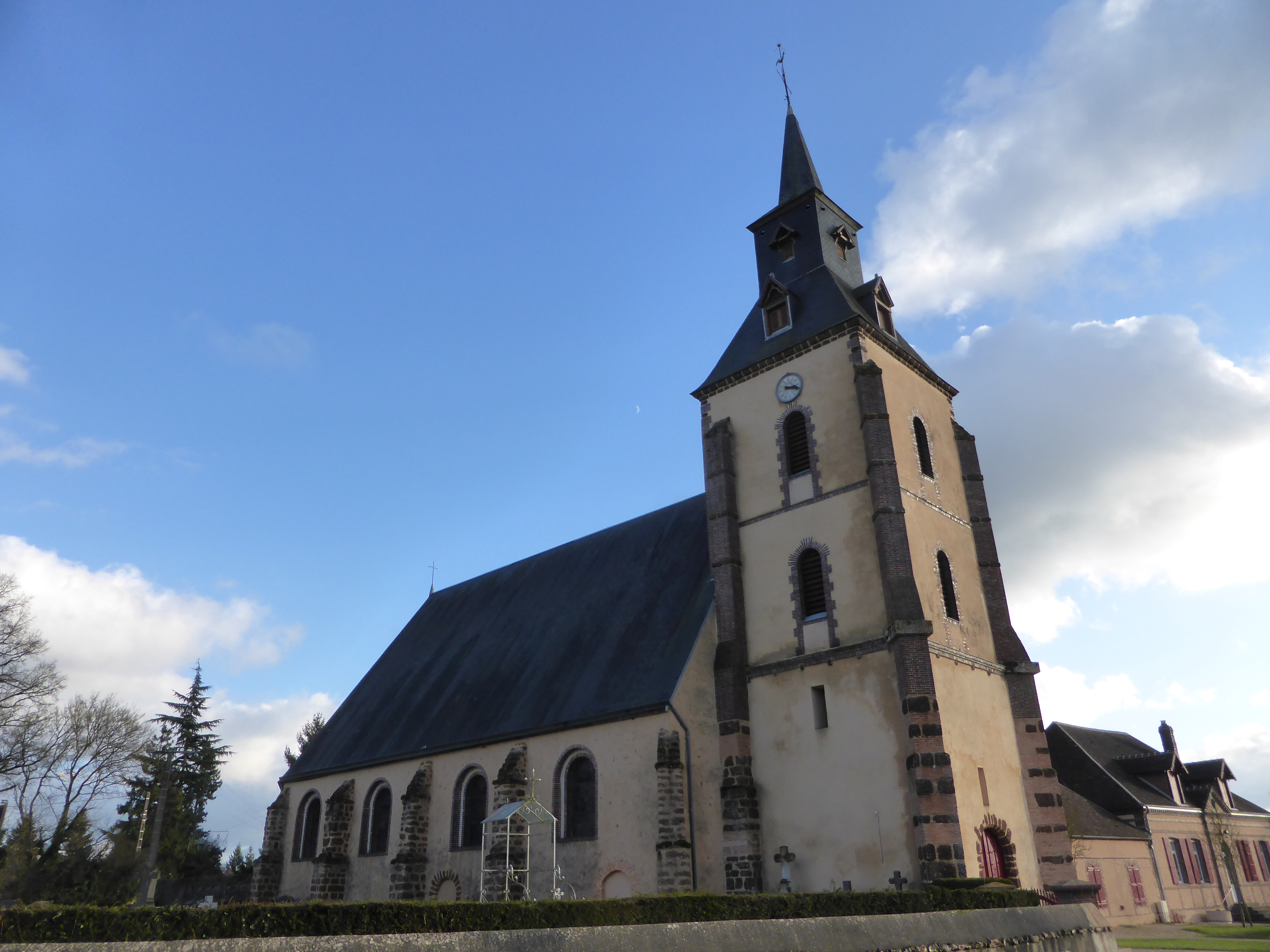
L'église Saint-Jean.
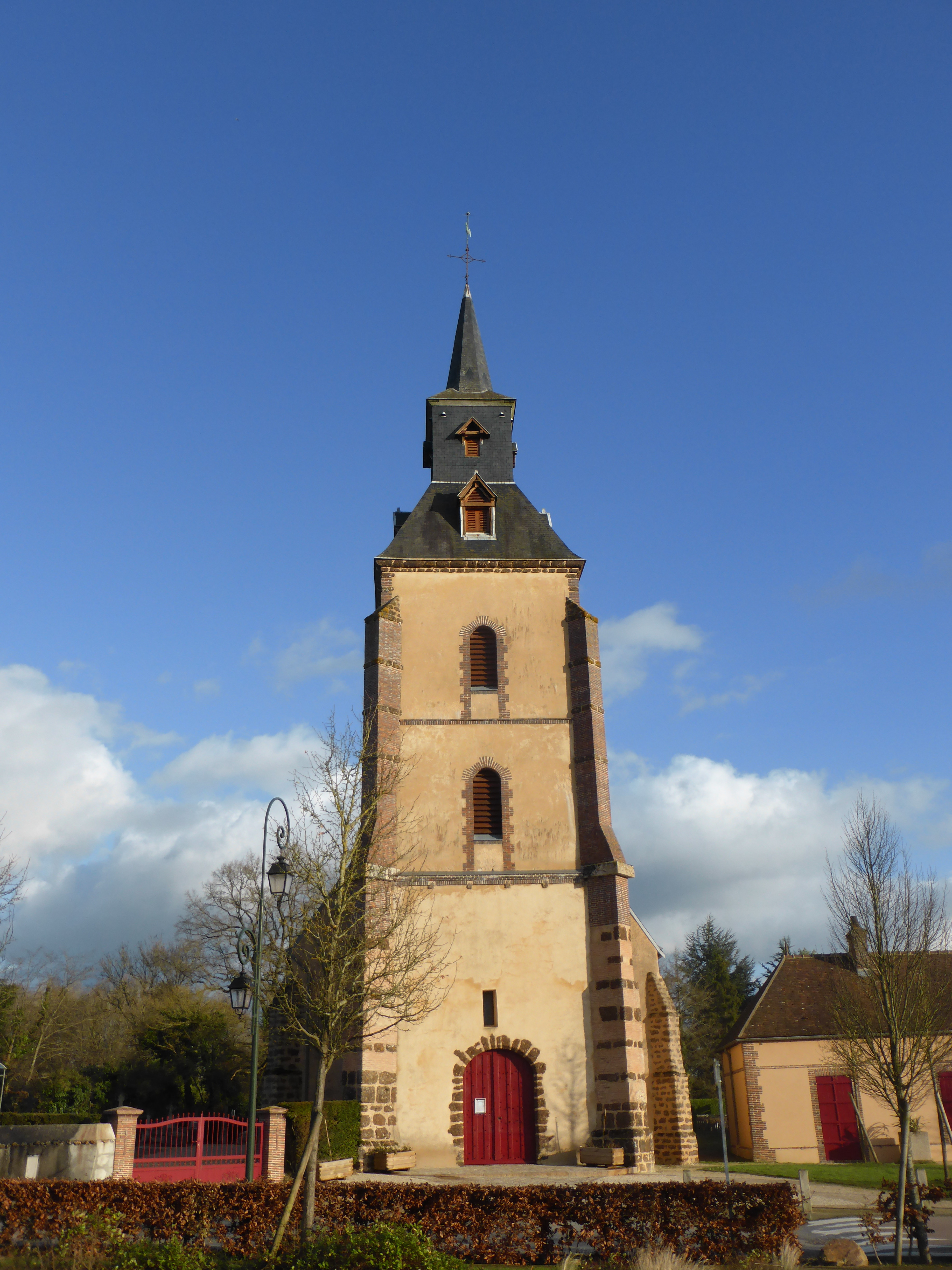
Façade de l'église
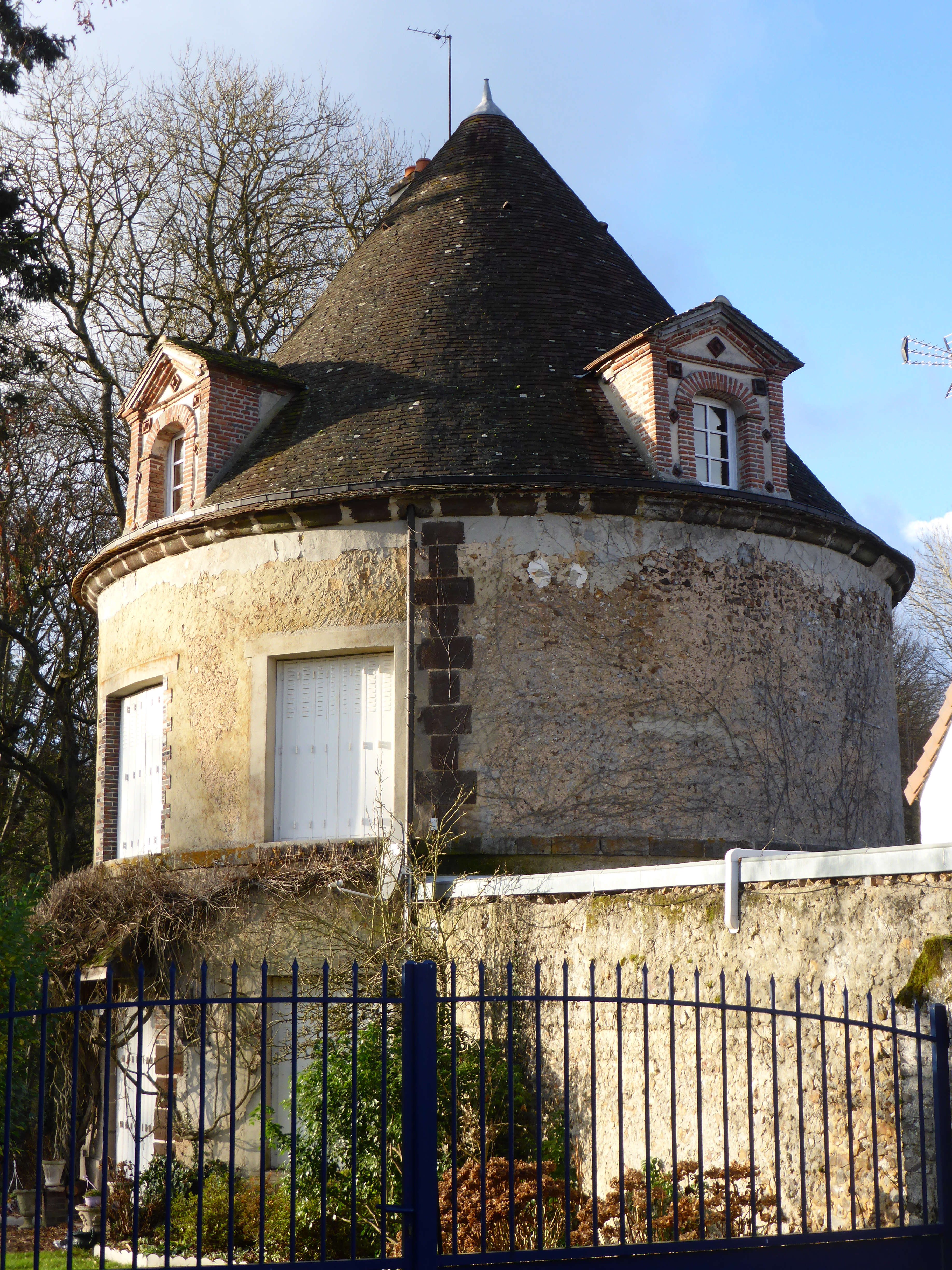
Maison du colombier.
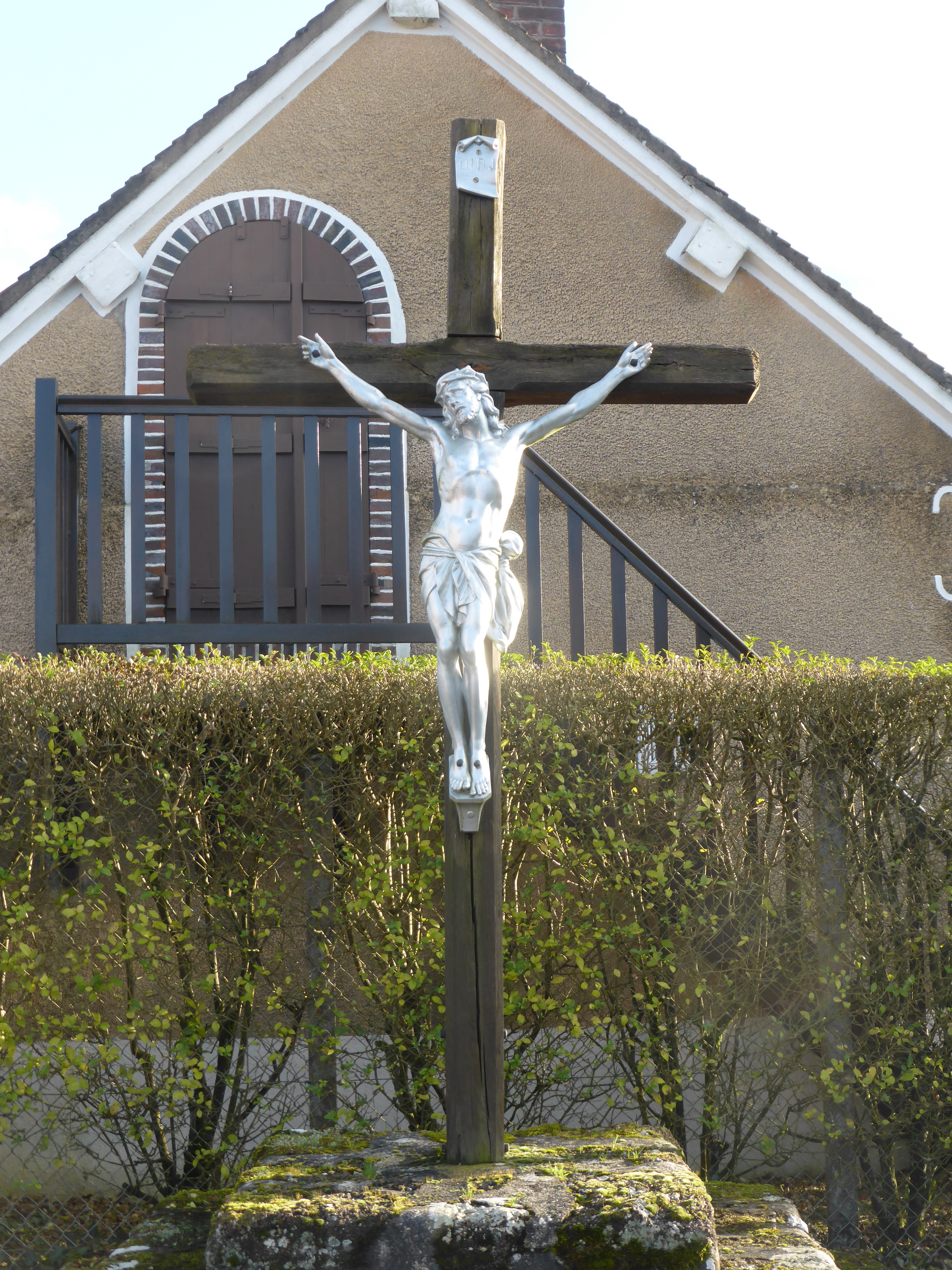
Crucifix.
- Traversée de la ville par la D 928 (2 min 11 s).

### Blasonnement
|  | Les armoiries de Belhomert-Guéhouville se blasonnent ainsi : D'azur à la porte de ville du lieu d'or, ouverte du champ, surmontée d'une banderole d'argent chargée de l'inscription « Beatus Launomatus » en lettres de sable, accompagné en chef dextre d'un écusson d'argent à trois chevrons de gueules et en chef senestre de l'inscription « Belhomert » en lettres gothiques d'or. |